# Unión Vesper
Der Club Unión Vesper Bata (kurz: Unión Vesper) ist ein äquatorialguineischer Fußballverein aus Bata.

## Geschichte
Dem 1975 gegründeten Verein gelang im Jahr 1989 erstmals der Gewinn des äquatorialguineischen Pokalwettbewerbs, 1998 folgte der zweite Titelgewinn in diesem Wettbewerb. Durch den Pokalsieg qualifizierte sich der Klub zweimal für den African Cup Winners’ Cup, schied allerdings jeweils in der ersten Runde aus.

## Erfolge
- Äquatorialguineascher Pokalsieger: 1989, 1998

## Statistik in den CAF-Wettbewerben
| Saison | Wettbewerb               | Runde       | Gegner                 | Gesamt | Hin     | Rück    |
| ------ | ------------------------ | ----------- | ---------------------- | ------ | ------- | ------- |
| 1989   | African Cup Winners’ Cup | Erste Runde | Patronage Sainte-Anne  | 0:3    | 0:1 (H) | 0:2 (A) |
| 1999   | African Cup Winners’ Cup | Vorrunde    | Anges de Fatima Bangui | 2:9    | 0:6 (A) | 2:3 (H) |